# ایل سوره‌میری

ایل سوره‌میری یا سرخه مهرییاسُرمیلی یکی از طایفه‌های لر فیلی لرلک است مردم ساکن غرب و جنوب غرب ایران و بخش‌هایی از کردستان عراق است.

## نسب
برخی این ایل را از نوادگان بهرام گور ساسانی، و برخی از نوادگان بنی‌عیاران یا آل حسنویه می‌دانند.

## سکونتگاه
سوره‌میری‌ها در بخش‌هایی از استان همدان، لرستان، ایلام و کرمانشاه در ایران و خانقین در کردستان عراق پراکنده هستند. در دوره حکومت کریم‌خان زند عده‌ای از سوره‌میری‌ها در استان فارس ساکن شدند. هنری راولینسون در سال ۱۸۳۶ میلادی جمعیت این ایل را ۲۰۰ خانوار و سکونتگاه آن‌ها را اطراف کوه‌های هلیلان معرفی می‌کند.

## طایفه‌ها
طایفه‌ها و تیره‌های وابسته به این ایل عبارتند از:
1. تیره کاکاعلی از طایفه مه‌میه‌وند
2. تیره ناصر از طایفه ملخطاوی
3. تیره‌های قطب الدین و خلیل و میسا (موسی) و آهنگر از طایفه قطبین
4. تیره خربزانی از طایفه بازگیر
5. طایفه میمه
6. طایفه‌های مغیره، سنلی و باطولی از طایفه‌های عالی بدره‌ای. برخی آنان را از سوره‌میری‌ها دانسته‌اند.
7. طایفه‌های خیرشه، جمعه، کلگه و حمانه‌وکول از ایل ملکشاهی به‌احتمال زیاد از ایل سوره‌میری بوده‌اند.
8. تیره شرف از ایل شوهان
9. بسیاری از شهروندان چمچمال، چال زورود و محمودآباد در استان کرمانشاه، روستای ورینه در شهرستان نهاوند، روستاهای چالسرا و بانقلان و هفت چشمه و چماب لوزن در استان ایلام از همین ایل هستند.
10. ایل لروند ( لره وند ) ساکن هلیلان ایلام ، نهاوند ، خوزستان ، مازندران ، ورامین ، لرستان و برخی نقاط دیگر از همین ایل می باشند